# Minimax-Regel
Die Minimax-Regel (oder Maximin-Regel, vereinzelt auch Pessimismus-Regel oder Wald-Regel, nach Abraham Wald) ist eine Entscheidungsregel. Mit ihr wird das sicher zu erzielende Resultat optimiert, das heißt, die Entscheidung orientiert sich am ungünstigsten aller möglichen Fälle (Das MINImum wird MAXimiert). Diese Regel spiegelt eine pessimistische Grundhaltung bzw. das Entscheidungsverhalten eines risikoscheuen Entscheidungsträgers wider.  Das Gegenteil ist die Maximax-Regel.

## Struktur des Minimax-Prinzips
Man kann sich die Struktur des Minimax-Prinzips folgendermaßen veranschaulichen.
Angenommen man hat drei Zahlenmengen:
- Zahlenmenge 1: {\displaystyle \{5,29,44,200\}}
- Zahlenmenge 2: {\displaystyle \{11,17,34,39\}}
- Zahlenmenge 3: {\displaystyle \{4,310,1105,3451\}}.

Wenn man dem Minimax-Prinzip folgt („Wähle diejenige Zahlenmenge, bei der die kleinste Zahl größer ist als die kleinste Zahl irgendeiner anderen Zahlenmenge“), so ist die Zahlenmenge 2 gewählt, denn bei ihr ist die kleinste Zahl die „11“ und die „11“ ist größer als die jeweils kleinste Zahl der beiden übrigen Zahlenmengen (die „5“ und die „4“).

## Entscheidungen unter Risiko
Bei dem folgenden Beispiel wird die Minimax-Regel auf Entscheidungen unter Risiko angewendet.
A sagt zu B:
- Du darfst bis zu zehnmal würfeln.
- Wenn Du keine Sechs wirfst, bekommst Du gar nichts.
- Wenn Du einmal die Sechs wirfst, bekommst Du einen Euro.
- Wenn Du zweimal die Sechs wirfst, bekommst Du ebenfalls gar nichts.
- Wenn Du dreimal die Sechs wirfst, bekommst Du zehn Euro.

Bei Anwendung der Minimax-Regel würde B würfeln, bis er eine Sechs gewürfelt hat, denn solange er noch keine Sechs geworfen hat, kann sich das Resultat auch im schlimmsten Fall (wenn er keine Sechs würfelt) nicht verschlechtern, aber es kann sich verbessern (wenn B eine Sechs würfelt). Dann bekommt B statt null wenigstens einen Euro.
Hat er jedoch die erste Sechs geworfen, dann hört B auf zu würfeln, denn es könnte passieren, dass er zwar noch die zweite Sechs wirft, aber nicht mehr die dritte. Bei Eintreten dieses für B schlechtesten aller möglichen Fälle würde er aber gar nichts bekommen, während er so wenigstens einen Euro erhält.
Wie man sieht, reduziert man mit der Minimax-Regel das vorhandene Risiko. In diesem Sinne wird die Regel in der Spieltheorie benutzt. Die Minimax-Regel wendet man zum Beispiel in Zwei-Personen-Nullsummen-Spielen mit perfekter Information an, in denen der eine gewinnt, was der andere verliert und umgekehrt.

## Entscheidungen in Konfliktsituationen
In Konfliktsituationen kann die Minimax-Regel dabei helfen, sich auf ein gemeinsames Basisniveau, z. B. in Verhandlungen, zu einigen. Voraussetzung hierfür ist ein Spiel mit perfekter Information, das bedeutet jede Seite kennt die Punkte der anderen Seite, „die Karten liegen auf dem Tisch“. Wird hier das Nash-Gleichgewicht eingesetzt, erreicht man das optimale Ergebnis mit dem beide Seiten etwas anfangen können, ohne dass die Parteien ihre Entscheidung stark zu bedauern hätten. Das Risiko ist in jedem Falle so niedrig wie möglich und somit eine hervorragende Grundlage für eine weitere Zusammenarbeit.

## Unterstützung in schwierigen Entwicklungsprozessen
Bei der Zielerreichung wird die Minimax-Regel dabei helfen, Pläne und Ziele umzusetzen. Der Grund dafür liegt im Weg des geringsten Widerstandes. Hier hat die Minimax-Regel nichts mehr mit Pessimismus oder Nullsummenspiel zu tun. Als sog. Payoff wird dann zum Beispiel der Widerstand zu einer Sache bewertet. Es ist hier auch kein zweiter Spieler notwendig.

## Kollektive Entscheidungen
Man kann die Minimax-Regel auch auf kollektive Entscheidungen anwenden. Dies hat z. B. John Rawls in seiner Theorie der Gerechtigkeit getan. Dann lautet die Minimax-Regel:

„Kollektiv gewählt ist diejenige Alternative, bei welcher das am schlechtesten gestellte Individuum immer noch besser gestellt ist als irgendeines derjenigen Individuen, die bei Eintreten der anderen Alternativen jeweils am schlechtesten gestellt sind.“

Angenommen eine Gruppe, bestehend aus den Individuen {\displaystyle A}, {\displaystyle B} und {\displaystyle C} steht vor der Entscheidung zwischen den Alternativen {\displaystyle x}, {\displaystyle y} und {\displaystyle z}, wobei die Zahlen in der Tabelle die Mengen irgendeines Gutes bezeichnen – z. B. Urlaubstage. Jedes Individuum hat dabei lieber mehr als weniger von dem Gut:
|   | A | B | C  | {\displaystyle \min _{i}U(E_{k,i})} |
| - | - | - | -- | ----------------------------------- |
| x | 3 | 3 | 3  | 3                                   |
| y | 8 | 2 | 10 | 2                                   |
| z | 4 | 5 | 6  | 4                                   |

Bei Anwendung der Minimax-Regel auf die Werte in der vorstehenden Tabelle wird die Alternative {\displaystyle z} kollektiv gewählt, denn in diesem Fall ist das am schlechtesten gestellte Individuum {\displaystyle A} mit vier Urlaubstagen immer noch besser gestellt als die jeweils am schlechtesten Gestellten im Falle der beiden anderen Alternativen (bei {\displaystyle x} sind es drei und bei {\displaystyle y} zwei Urlaubstage).

## Ordinales Messniveau
Die Minimax-Regel arbeitet mit Bewertungen der Alternativen in Form von Rangordnungen, benötigt also nur ein ordinales Messniveau der individuellen Werte. Die Minimax-Regel erfordert allerdings einen interpersonalen Vergleich der individuellen Wohlfahrtsniveaus (z. B.: „A ist besser gestellt als B“). In unserm Fall sei angenommen, dass Urlaubstage für alle Individuen den gleichen Wert besitzen.

## Abhängigkeit von der Art der Bündelung der Entscheidungen
Ein Problem der Minimax-Regel ist ihre Abhängigkeit von der Art der Bündelung der Entscheidungen. Dies Problem teilt die Minimax-Regel mit anderen Entscheidungsregeln, die nur mit Präferenzen und Bewertungen in Form von Rangordnungen arbeiten, wie z. B. das Mehrheitsprinzip.
Angenommen die drei Individuen A, B und C haben drei getrennte Entscheidungen zwischen jeweils zwei Alternativen zu treffen, s oder t, v oder w sowie x oder y.
Den Alternativen entsprechen bestimmte fiktive Stückzahlen eines beliebigen Gutes (z. B. Urlaubstage), die die Individuen bei kollektiver Wahl der jeweiligen Alternative hinzubekommen oder abgeben müssen. Dabei wird angenommen, dass jedes Individuum den Besitz einer größeren Menge dieses Gutes einer kleineren Menge vorzieht.
Drei Individuen treffen drei gemeinsame Entscheidungen zwischen jeweils zwei Alternativen
|   | A | B | C |
| - | - | - | - |
| s | 1 | 2 | 2 |
| t | 0 | 5 | 5 |
| v | 2 | 1 | 2 |
| w | 5 | 0 | 5 |
| x | 2 | 2 | 1 |
| y | 5 | 5 | 0 |

Wie aus der Tabelle ersichtlich ist, würden bei getrennten Entscheidungen nach der Minimax-Regel die Alternativen s, v und x kollektiv gewählt.
Die folgende Tabelle zeigt jedoch, dass das Alternativenbündel t+w+y dem Alternativenbündel s+v+x von allen Beteiligten vorgezogen wird.
Drei Individuen treffen eine Entscheidung zwischen zwei Alternativenbündeln
|       | A  | B  | C  |
| ----- | -- | -- | -- |
| s+v+x | 5  | 5  | 5  |
| t+w+y | 10 | 10 | 10 |

Derart suboptimale Ergebnisse stellen sich bei Anwendung der Minimax-Regel auf Serien voneinander unabhängiger Entscheidungen meist dann ein, wenn sich die Individuen bei den für sie weniger wichtigen Einzelentscheidungen in der ausschlaggebenden Minimax-Position befinden und bei den für sie wichtigen Entscheidungen unberücksichtigt bleiben.
Auch nach der Minimax-Regel würde bei einer Entscheidung zwischen den beiden Alternativenbündeln t+w+y gewählt und nicht wie bei den Einzelentscheidungen s, v und x.

## Minimax-Regel und das Gefangenendilemma
Man kann die Minimax-Regel auf das sogenannte Gefangenendilemma anwenden. Dies illustriert die Zusammenhänge zu anderen wesentlichen Begriffen der Spieltheorie.
|            | engagieren | bummeln |
| ---------- | ---------- | ------- |
| engagieren | 3,3        | 1,4     |
| bummeln    | 4,1        | 2,2     |

Wie werden sich die Spieler verhalten, wenn sie nach der Minimax-Strategie spielen? Sie werden beide die Strategie „bummeln“ wählen. Dadurch wird das Nashgleichgewicht realisiert, das heißt, keiner der Spieler hat einen Anreiz, davon abzuweichen. Allerdings würde das Strategienpaar (engagieren, engagieren) für beide Spieler ein besseres Ergebnis bedeuten. Die Minimax-Regel ist pessimistisch veranlagt und optimiert keinesfalls die Auszahlungen. Die Auszahlung (3,3) könnte realisiert werden, wenn beide Spieler versuchen würden, jeweils ihren maximalen Gewinn pro Strategie zu maximieren (gegenteiliger Ansatz der Minimax-Regel).